# Corte Suprema de Canadá

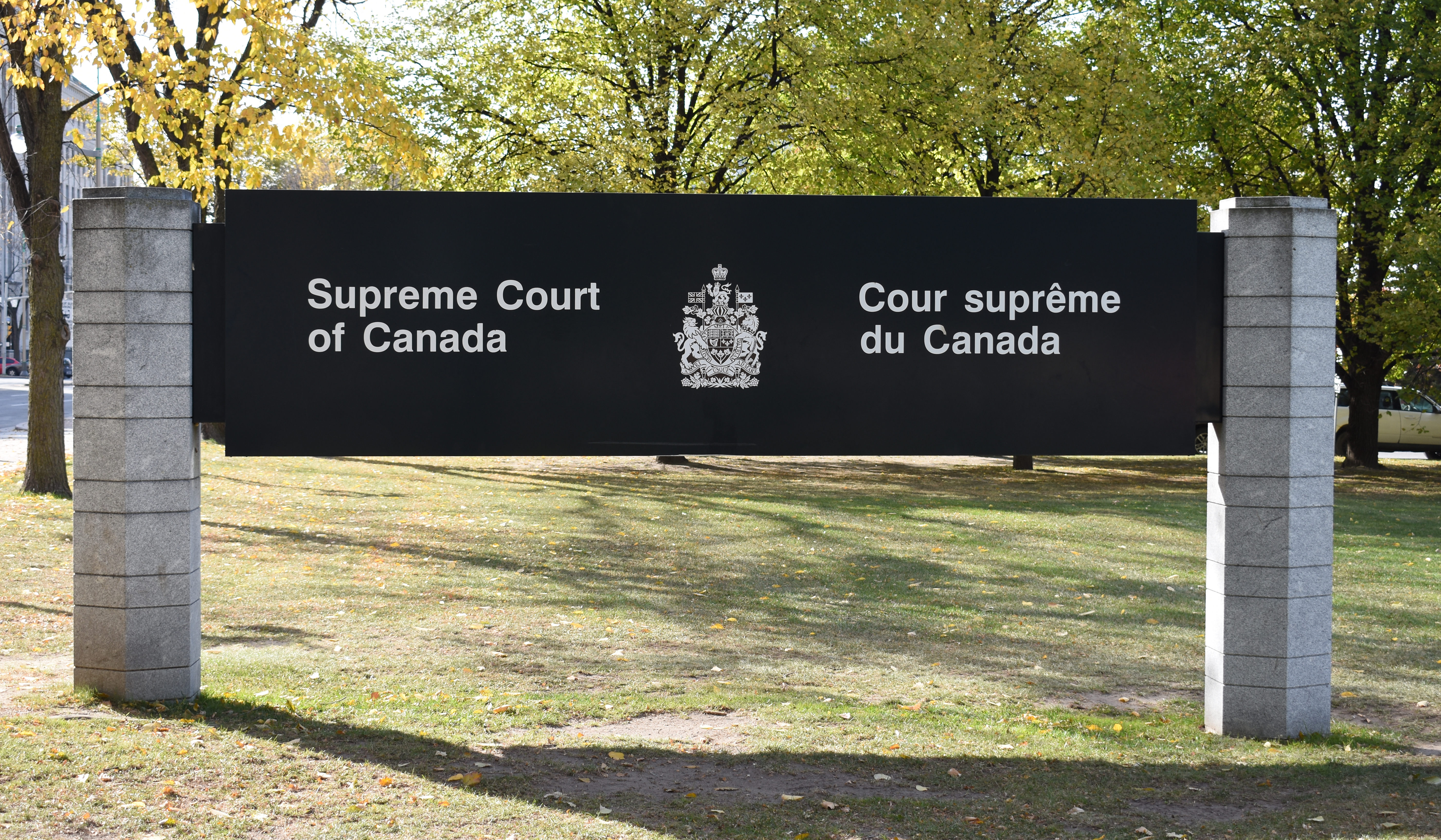
El cartel delante del Corte Suprema.

La Corte Suprema de Canadá (en inglés Supreme Court of Canada y en francés Cour Suprême du Canada) es el más alto tribunal de justicia de Canadá, y está localizada en la capital del país, Ottawa. 
Constituye la última instancia para todos los recurrentes, sean individuos particulares o el gobierno. Aplica tanto las leyes de derecho continental (Civil Law) de la provincia de Quebec y el derecho anglosajón (Common Law) de las otras provincias y territorios. Al manejar casos de derecho continental, la Corte Suprema posee el cuidado de revisar tales casos por tres diferentes jueces, que están siempre en la Corte.
La Corte Suprema de Canadá está formada por ocho jueces y un presidente, también juez. Estos son designados por el Gabinete de Canadá y aprobados simbólicamente por el Gobernador general de Canadá. Desde el año 2017, el Juez presidente es Richard Wagner.

## Derecho anglosajón en Canadá
Cuando Canadá se convirtió en colonia británica por virtud del Tratado de París en el año 1763 empezaron a gobernar las leyes inglesas, conocidas como “common law” y se expandió por todo el país. 
Luego de la aceptación del sistema jurídico inglés, se estableció que ninguna jurisprudencia colonial podría ser opuesta con cualquier ley o norma británica, hasta que en el año 1865 entró en actividad una ley sobre la autenticidad de las leyes coloniales, en la que se estableció que la doctrina de discrepancia solamente aplicaba para los estatutos coloniales, que eran contradictorios con las leyes del "common law".

## Edificio

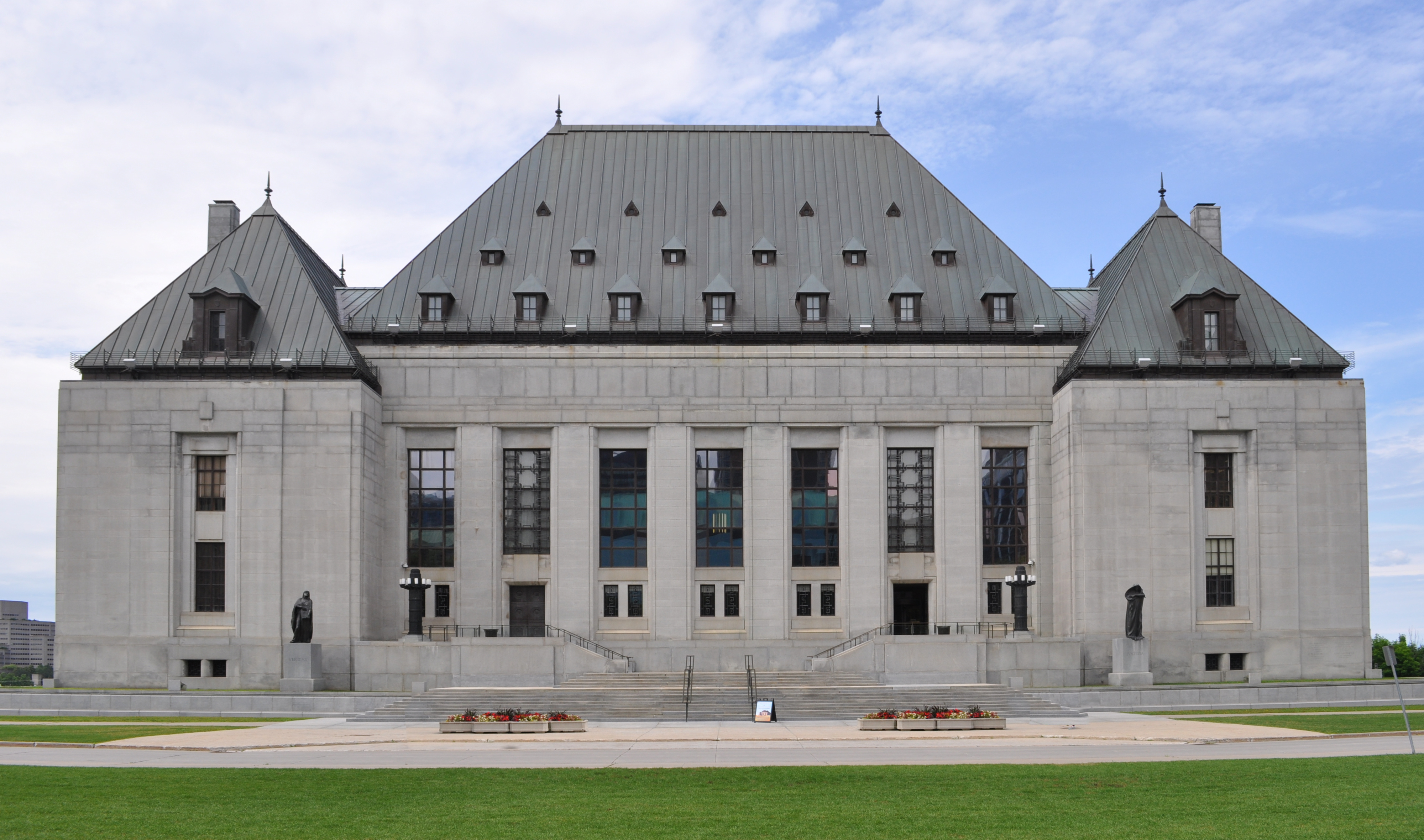
Exterior del edificio de la Corte Suprema de Canadá

El edificio de la Corte Suprema de Canadá (en francés: L’édifice de la Cour suprême du Canada) está situado justo al oeste de Parliament Hill, en 301 Wellington Street.  Está situado en un acantilado sobre el río Ottawa en el downtown Ottawa y es la sede de la Corte Suprema de Canadá. También alberga dos salas de audiencias utilizadas por la Corte Federal y la Corte Federal de Apelaciones. 
El edificio fue diseñado por Ernest Cormier y es conocido por su estilo art deco que incluye dos lámparas estilo candelabro de metal estriadas que flanquean la entrada y las paredes y pisos de mármol del vestíbulo, que contrastan con la cubierta de estilo châteauesque. La construcción comenzó en 1939, y la piedra angular fue colocada por la reina Isabel, consorte del rey Jorge VI y más tarde conocida como la reina Madre. En su discurso, dijo: «Quizás no sea inapropiado que esta tarea sea realizada por una mujer, ya que la posición de la mujer en una sociedad civilizada ha dependido del crecimiento de la ley». El tribunal comenzó a escuchar casos en el nuevo edificio en enero de 1946. 
En 2000, el edificio fue elegido por el Royal Architectural Institute of Canada como uno de los 500 mejores edificios construidos en Canadá durante el último milenio.. Canada Post emitió un sello conmemorativo el 9 de junio de 2011, como parte de la series Architecture Art Déco.
Se han erigido dos mástiles de bandera frente al edificio. Una bandera en uno se iza diariamente, mientras que la otra se iza solo los días en que el tribunal está en sesión. También se encuentran en el terreno varias estatuas, incluida una del primer ministro  Louis St. Laurent, realizada porElek Imredy en 1976, y dos —Veritas (Verdad) y Justitia (Justicia)—, del escultor canadiense Walter S. Allward. En el interior hay bustos de varios presidentes de la Corte Suprema: John Robert Cartwright  (1967-1970), Bora Laskin (1973-1983), Brian Dickson (1984-1990) y Antonio Lamer (1990-2000), todos esculpidos por Kenneth Phillips Jarvis, un tesorero adjunto retirado de la Law Society of Upper Canada.
Anteriormente, el tribunal se encontraba en la Sala del Comité de Ferrocarriles y en varias otras salas de comités en el Bloque Central de Parliament Hill. Luego, el tribunal se instaló en el antiguo edificio de la Old Supreme Court en Bank Street, entre 1889 y 1945. Esa edificación fue demolida en 1955 y el sitio se utilizó como estacionamiento para Parliament Hill.